# 龍園ラムル
龍園 ラムル（たつぞの ラムル、1984年11月15日 - ）は、日本の漫画家。女性。シリア人と日本人のハーフ。開運研究家・桜ゆう（当時の肩書きはスピリチュアル・カウンセラー）の著作、「騙されるな!いい先生・悪い先生の見分け方」のイラスト（漫画）担当としてデビュー。また2008年には桜と24回にわたってインターネットラジオを配信。

## 著書
- トラスト・ボンド刊 「スピリチュアル・ガイドブック1 騙されるな!～いい先生・悪い先生の見分け方～」桜ゆう/著、龍園ラムル/イラスト

## ラジオ
インターネットラジオ「ぶっちゃけ猫熊（パンダ）」全24回